# Vista da Penha de França (Tomás da Anunciação)
Vista da Penha de França é uma pintura a óleo sobre tela de 1857 do artista português da época do romantismo Tomás da Anunciação (1818-1879), obra que está atualmente no Museu Nacional de Arte Contemporânea, em Lisboa.
Tomás da Anunciação, que era considerado pelos colegas o mestre da geração romântica, havia concorrido para professor substituto da cadeira de Paisagem da Academia de Belas Artes, em 1852, com a obra Vista da Amora, paisagem com figuras, tendo sido nomeado professor efectivo, em 1958, para o que contribuiu a criação da obra Vista da Penha de França.

## Descrição
Trata-se obviamente de uma pintura de paisagem. Apresenta uma vista da Lisboa rural de meados do século XIX, vendo-se ao longe, quase na parte central da pintura, o antigo convento da Ordem de Santo Agostinho localizado na colina da Penha de França recortando-se sobre um céu iluminado no horizonte. Esta vista distante é enquadrada cenograficamente por três árvores de grande porte, que estão em primeiro plano, projectando no chão a sua sombra. Para além delas, no prado iluminado, veem-se dois bois e uma camponesa sentada a tomar conta delas.
Pertenceu à colecção do antigo Museu Nacional de Belas Artes e Arqueologia (hoje MNAA) desde 1884.

### Ligação externa
- Página oficial do Museu Nacional de Arte Contemporânea